# Zalew w Szydłowcu
Zalew w Szydłowcu – sztuczny zbiornik wodny retencyjno-rekreacyjny w mieście Szydłowiec. Utworzony został w latach 70 XX wieku na rzece Korzeniówce. 
Zalew jest częścią Miejskiego Ośrodka Rekreacji i Wypoczynku, w sezonie letnim (1 lipca - 31 sierpnia) udostępniany jest bezpłatnie, ośrodek dysponuje także sprzętem wodnym, który można wypożyczać.
W sezonie letnim na terenie przyległym do Zalewu odbywają się liczne festyny, turnieje rekreacyjno-sportowe, dyskoteki oraz koncerty, znajduje się tam również bar z pizzerią, ośrodek ratowniczy, punkt medyczny, pole namiotowe, boiska do piłki plażowej, przebieralnie oraz park z muszlą koncertową. Ośrodek na okres sezonu zatrudnia instruktora, pielęgniarkę oraz ratowników wodnych. 
Zalew użytkowany jest przez Szydłowieckie Koło Wędkarzy.